# 비밀 첩보대
"비밀 첩보대"는 한국에서 제작된 권혁진 감독의 1966년 영화이다. 신영균 등이 주연으로 출연하였고 박의순 등이 제작에 참여하였다.

## 출연

### 주연
- 신영균
- 김혜정
- 이예춘

## 기타
- 조명: 이현우
- 미술: 홍명기